# Гаскойн, Дэвид
Дэвид Рендел Кингстон Гаскойн (англ. David Rendel Kingston Gascoigne; род. 15 января 1940, Бленем, Марлборо, Новая Зеландия) — новозеландский юрист и государственный деятель, муж генерал-губернатора Новой Зеландии Пэтси Редди, супруг вице-королевы Новой Зеландии с 28 сентября 2016 года по 28 сентября 2021 года.

## Биография
Дэвид Рендел Кингстон Гаскойн родился 15 января 1940 года в Бленеме (Новая Зеландия), в семье Кита Кингстона Гаскойна и Дороти Мэри Дрю.
Вырос в Бленеме, где учился в школе Спринглендса, а затем в колледже Мальборо. В 1964 году окончил Университет Виктории со степенью магистра права.
Был партнером и председателем юридической фирмы «Watts & Patterson», впоследствии переименованной в «Minter, Ellision, Rudd & Watts». Занимал посты директоров многих новозеландских компаний, в том числе «Transpower NZ», «PSIS», «Mitsubishi Motors NZ», «Skycity Leisure Limited», а также был заместителем председателя по государственному страхованию «NZ Post».
Активно занимался делами искусства, в частности занимал посты председателя Федерации киноклубов Новой Зеландии, Кинокомиссии Новой Зеландии, Международного фестиваля искусств Новой Зеландии, Фонда страхования киопроизводства Новой Зеландии и Новозеландской оперы, а также был заместителем председателя Совета искусств Королевы Елизаветы II, попечителем Совета Национальной галереи искусств и членом Совета Музея Новой Зеландии Те Папа Тонгарева.
В 2005 году Гаскойн был председателем консультативного комитета по Кубку мира по регби 2011 года, успешно подготовившего заявку на проведение данного чемпионата в Новой Зеландии. Ранее он был консультантом «New Zealand Rugby». C 2007 по 2013 год и в 2015 году был советником Генерального аудитора Новой Зеландии, а с 2009 по 2015 год занимал должность комиссара по вопросам поведения судей.

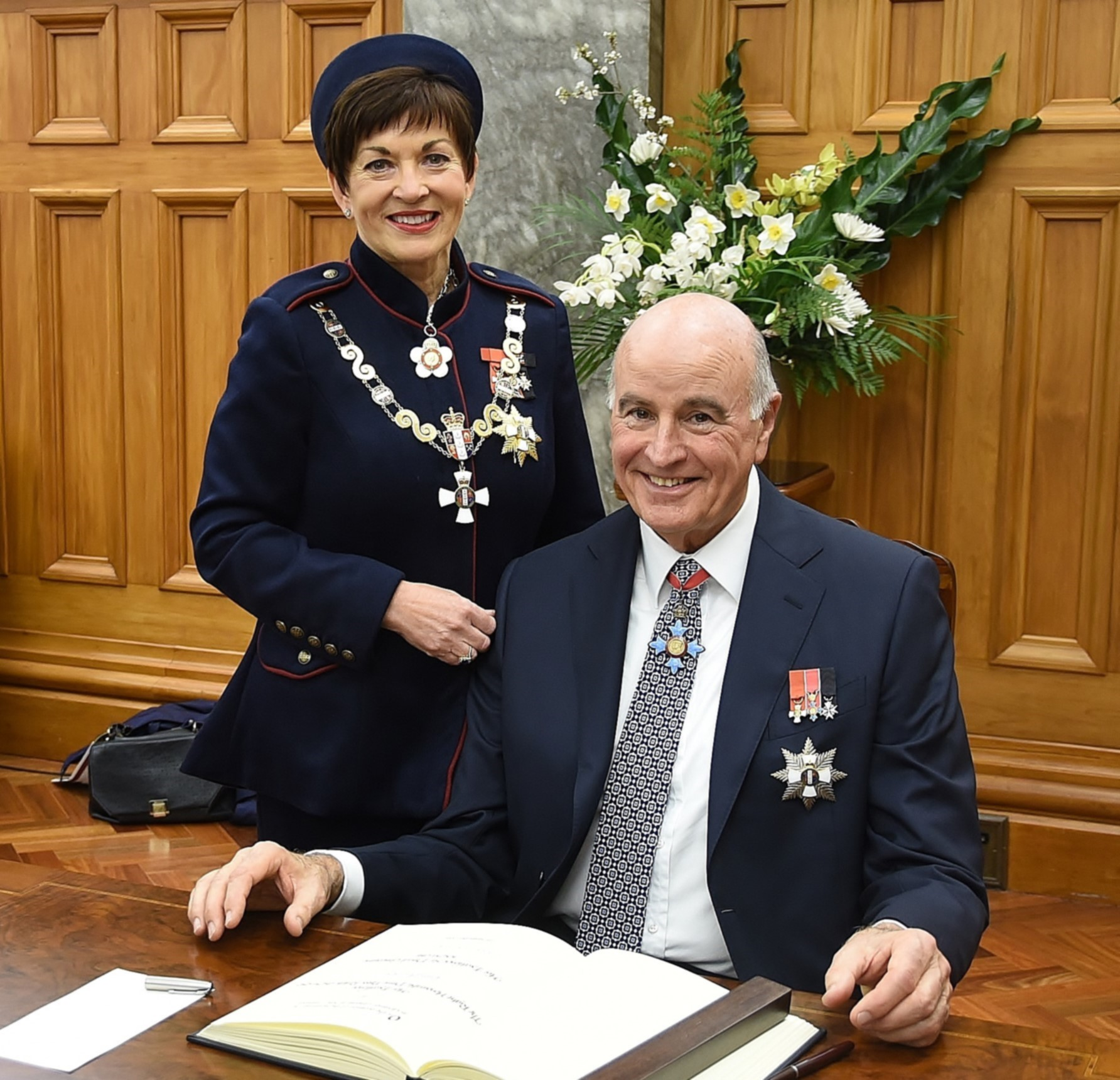
Пэтси Редди и Дэвид Гаскойн

## Личная жизнь
В 1964 году женился на Маргарет Луизе Кемпбелл, у них родилось двое детей: Томас Кингстон (р. 1969) и Джоанна Луиза (р. 1972). Развёлся в 1989 году. С 
Пэтси Редди, своей будущей второй женой, познакомился во время совместной работы в юридической фирме «Watts & Patterson». Поженились в 2016 году, за несколько дней до объявления её назначения на пост генерал-губернатора Новой Зеландии. Ввиду этого Гаскойн стал супругом вице-королевы Новой Зеландии, обязанности которого заключаются в том, чтобы поддерживать свою жену при выполнении ею своих обязанностей.

## Награды
31 декабря 1988 года возведён в звание Командора ордена Британской империи «за заслуги в киноиндустрии».
31 декабря 2005 года возведён в звание Заслуженного Компаньона Ордена Заслуг Новой Зеландии «за заслуги в искусствах и бизнесе».
1 августа 2009 года переутверждён в звании Рыцаря Компаньона Ордена Заслуг Новой Зеландии с титулом «сэр».
15 июня 2016 года возведён в звание Командора Ордена Святого Иоанна Иерусалимского.